# Wereldkampioenschap voetbal 1982 (Groep 1) België - Sovjet-Unie
Het duel tussen België en de Sovjet-Unie was voor de Rode Duivels de tweede wedstrijd uit de tweede ronde bij het WK voetbal 1982 in Spanje. De wedstrijd werd gespeeld op donderdag 1 juli 1982 (aanvangstijdstip 21:00 uur lokale tijd) in het Camp Nou in Barcelona. België had het eerste duel uit de tweede ronde met 3-0 verloren van Polen en streed dus voor de laatste (kleine) kans.
Het was de vierde ontmoeting ooit tussen beide landen, die twaalf jaar eerder, op 6 juni 1970, voor het laatst hadden getroffen tijdens het WK voetbal 1970 in Mexico. België verloor dat treffen met 4-1, onder meer door twee treffers van Anatolij Bysjovets. Raoul Lambert nam de enige Belgische treffer voor zijn rekening.
Het WK-duel in Barcelona, bijgewoond door 45.000 toeschouwers, stond onder leiding van scheidsrechter Michel Vautrot uit Frankrijk, die werd geassisteerd door lijnrechters Charles Corver (Nederland) en António Garrido (Portugal).

## Wedstrijdgegevens
| België | 0 – 1        | Sovjet-Unie |
| | goals        | 46' Choren Oganesjan |
| Guy Thys | bondscoach   | Konstantin Beskov |
| Jacques Munaron Michel Renquin Luc Millecamps Walter Meeuws Maurits De Schrijver 65' Guy Vandersmissen 58' Ludo Coeck Frank Vercauteren René Verheyen Erwin Vandenbergh Jan Ceulemans | opstellingen | Rinat Dasajev Sergei Borovski Aleksandr Tsjivadze Sergei Baltatsja Anatoli Demjanenko Vladimir Bessonov 87' Andrei Bal Joeri Gavrilov 89' Ramaz Sjengelija Choren Oganesjan Oleh Blochin |
| Alex Czerniatynski 58' Marc Millecamps 65' | wissels      | 82' Vitaly Daraseliya 89' Sergei Rodionov |
| | gele kaarten | 75' Vladimir Bessonov 85' Rinat Dasajev |
| | rode kaarten | |

## Overzicht van wedstrijden
| Eerste ronde | | |
| Groep A | Groep B | Groep C |
| Italië – Polen Kameroen – Peru Italië – Peru Kameroen – Polen Polen – Peru Italië – Kameroen                                                       | West-Duitsland – Algerije Chili – Oostenrijk West-Duitsland – Chili Oostenrijk – Algerije Algerije – Chili West-Duitsland – Oostenrijk    | Argentinië – België Hongarije – El Salvador Argentinië – Hongarije België – El Salvador België – Hongarije Argentinië – El Salvador                |
| Groep D | Groep E | Groep F |
| Engeland – Frankrijk Tsjecho-Slowakije – Koeweit Engeland – Tsjecho-Slowakije Frankrijk – Koeweit Frankrijk – Tsjecho-Slowakije Engeland – Koeweit | Spanje – Honduras Joegoslavië – Noord-Ierland Spanje – Joegoslavië Honduras – Noord-Ierland Honduras – Joegoslavië Spanje – Noord-Ierland | Brazilië – Sovjet-Unie Schotland – Nieuw-Zeeland Brazilië – Schotland Sovjet-Unie – Nieuw-Zeeland Sovjet-Unie – Schotland Brazilië – Nieuw-Zeeland |

| Tweede ronde                                            |                                                                     |                                                             |                                                                             |
| Groep 1                                                 | Groep 2                                                             | Groep 3                                                     | Groep 4                                                                     |
| België – Polen België – Sovjet-Unie Polen – Sovjet-Unie | Engeland – West-Duitsland West-Duitsland – Spanje Engeland – Spanje | Italië – Argentinië Brazilië – Argentinië Italië – Brazilië | Frankrijk – Oostenrijk Oostenrijk – Noord-Ierland Noord-Ierland – Frankrijk |
| Halve finales                                           |                                                                     |                                                             |                                                                             |
| Polen – Italië                                          | Polen – Italië                                                      | West-Duitsland – Frankrijk                                  | West-Duitsland – Frankrijk                                                  |
| Troostfinale                                            |                                                                     |                                                             |                                                                             |
| Frankrijk – Polen                                       |                                                                     |                                                             |                                                                             |
| Finale                                                  |                                                                     |                                                             |                                                                             |
| Italië – West-Duitsland                                 |                                                                     |                                                             |                                                                             |